# Carex fuscolutea
Carex fuscolutea är en halvgräsart som beskrevs av Johann Otto Boeckeler. Carex fuscolutea ingår i släktet starrar, och familjen halvgräs. Inga underarter finns listade i Catalogue of Life.